# Seleuc IV Filopàtor
Seleuc IV Filopàtor (grec antic: Σέλευκος Δ΄ Φιλοπάτωρ, llatí: Seleucus IV Philopător) fou rei selèucida del 187 aC al 175 aC.
Era fill i successor d'Antíoc III el Gran i de la seva esposa Laòdice. No se sap la data del seu naixement, però ja devia ser un jove l'any 196 aC, quan el seu pare el va deixar al davant de les forces de Lisimàquia, al Quersonès Traci, amb ordres d'urbanitzar-la de nou i de construir un palau reial. L'any 190 aC, estava estacionat a l'Eòlida amb un exèrcit, per controlar les ciutats marítimes. Va aconseguir recuperar algunes ciutats i fins i tot es va atrevir a atacar Pèrgam aprofitant l'absència d'Èumenes, però es va haver de retirar, segons diuen Titus Livi i Polibi.
En la gran batalla contra els romans coneguda com a batalla de Magnèsia el mateix any 190 aC, Antíoc III va confiar a Seleuc el comandament de l'ala esquerra de l'exèrcit, però va ser totalment derrotat per Àtal que era el seu opositor, i va fugir cap a la ciutat d'Apamea, on més endavant es va signar la pau. L'any següent, després de concloure un tractat de pau amb Roma conegut com a Tractat d'Apamea, Antíoc el va enviar en suport del cònsol Gneu Manli Vulsó, a qui va subministrar blat i li va proporcionar ajuda activa en la lluita del romà contra els gàlates.
A la mort del seu pare l'any 187 aC, Seleuc va pujar al tron sense oposició. Però la derrota d'Antíoc a mans dels romans i la pau ignominiosa que va haver de signar, havien minvat molt el poder de l'Imperi Selèucida, i el seu regnat va ser feble i poc gloriós. L'any 185 aC va enviar una ambaixada als aqueus per renovar el tractat d'amistat que havien establert amb Antíoc, i el 181 aC va reunir un exèrcit considerable per ajudar Farnaces I del Pont contra Èumenes II de Pèrgam, però va témer que els romans malinterpretessin el seu pas de les muntanyes del Taure com un acte d'hostilitat i va retornar llicenciant les seves tropes, segons diu Diodor de Sicília. Però no va dubtar a signar un tractat d'aliança amb Perseu de Macedònia i fins i tot li va donar la seva pròpia filla Laòdice com a esposa, probablement l'any 178 aC o el 177 aC. També buscava la forma de tenir l'aprovació del senat romà, i poc temps abans de la seva mort va enviar el seu fill Demetri a Roma per substituir com a ostatge al seu germà Antíoc, segons els acords del tractat d'Apamea, per mostrar la seva fidelitat.
Després d'un regnat tranquil, Seleuc va ser assassinat per un dels seus ministres anomenat Heliodor l'any 175 aC. L'hereu del regne era el seu fill Demetri que era ostatge a Roma, i va ser proclamat rei amb el nom de Demetri I Soter, sota la regència d'Heliodor. El seu oncle Antíoc, amb el suport del rei de Pèrgam va prendre el poder. Més tard, l'any 162 aC, Demetri va ser reconegut altra vegada rei pel senat romà, i va governar fins a l'any 150 aC.